# Tricholoba minuta
Tricholoba minuta är en fjärilsart som beskrevs av Sergius G. Kiriakoff 1979. Tricholoba minuta ingår i släktet Tricholoba och familjen tandspinnare. Inga underarter finns listade i Catalogue of Life.